# Novomikhàilovskoie (Kusxóvskaia)
|  | Per a altres significats, vegeu «Novomikhàilovskoie (Otrado-Ólguinskoie)». |

Novomikhàilovskoie - Новомихайловское (rus) és un possiólok del krai de Krasnodar, a Rússia. Es troba a la vora del riu Kugo-Ieia, afluent del Ieia. És a 14 km al nord-oest de Kusxóvskaia i a 177 km al nord de Krasnodar.
Pertanyen a aquest possiólok els khútors de Fedorianka i Txekunovka i el possiólok de Kommunar.